# Roziers-Saint-Georges
Roziers-Saint-Georges ist eine französische Gemeinde mit 161 Einwohnern (Stand 1. Januar 2022). Sie gehört zur Region Nouvelle-Aquitaine, zum Département Haute-Vienne, zum Arrondissement Limoges und zum Kanton Eymoutiers. Sie grenzt im Nordwesten an Saint-Denis-des-Murs, im Nordosten an Masléon, im Osten an Neuvic-Entier, im Süden an Linards und im Westen an Saint-Bonnet-Briance.

## Bevölkerungsentwicklung
| Jahr      | 1962 | 1968 | 1975 | 1982 | 1990 | 1999 | 2008 | 2013 |
| --------- | ---- | ---- | ---- | ---- | ---- | ---- | ---- | ---- |
| Einwohner | 270  | 240  | 200  | 167  | 147  | 153  | 193  | 183  |

## Sehenswürdigkeiten

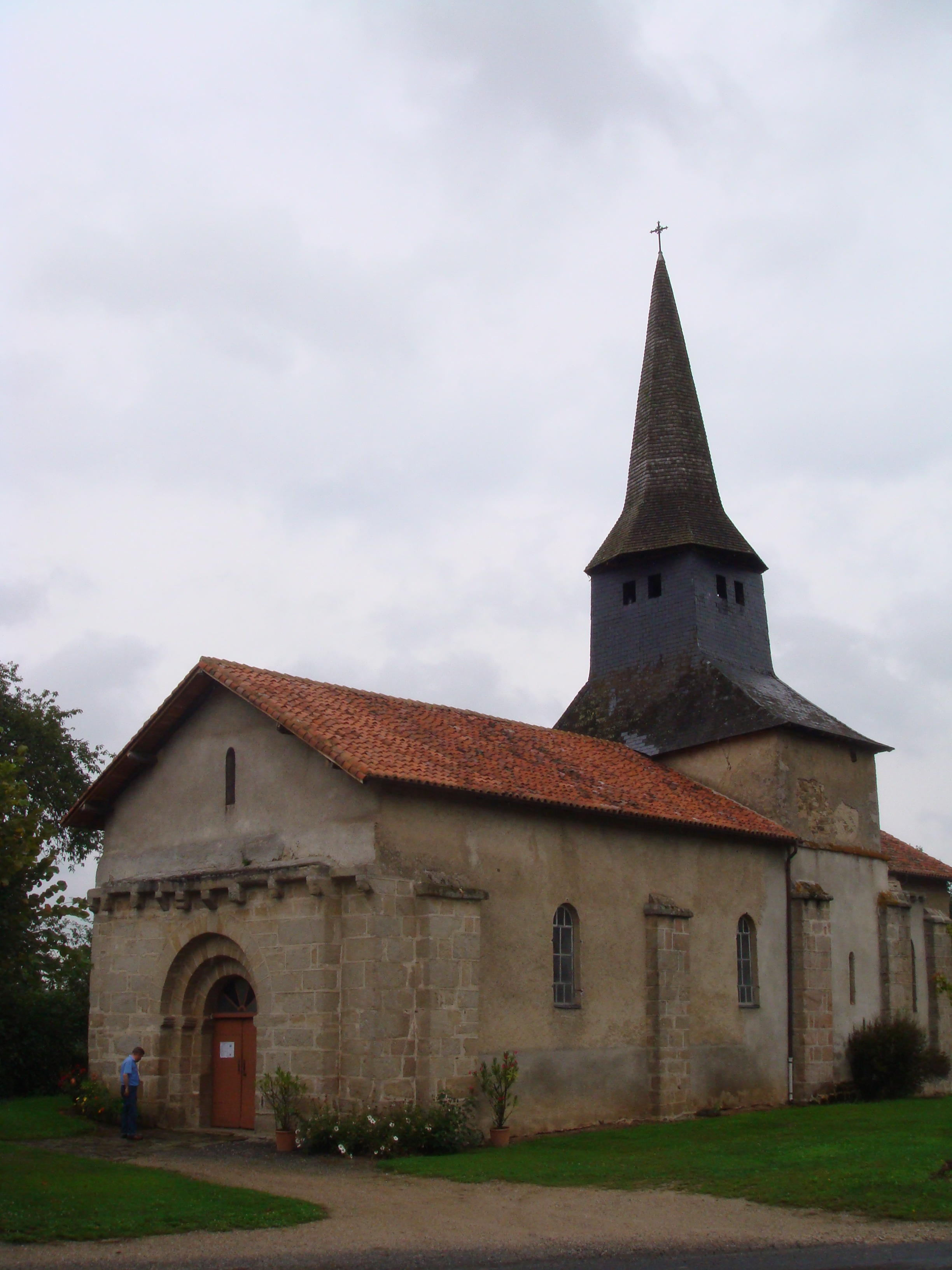
Kirche Saint-Georges vom Westen her gesehen

- Kirche Saint-Georges
- Kriegerdenkmal